# Jemima Surrender
Jemima Surrender è una canzone scritta da Levon Helm e Robbie Robertson che venne inizialmente incisa dai The Band nel loro album omonimo del 1969. Il batterista della Band, Levon Helm, canta e suona insolitamente la chitarra mentre il pianista del gruppo Richard Manuel è alla batteria. 

## Il brano
Il testo della canzone esprime i desideri sessuali del cantante per la donna del titolo, Jemima. Peter Aaron, autore di The Band FAQ, nota come il tema della supponenza amorosa sia presente in un altro singolo tratto dal medesimo album, Rag Mama Rag.  I doppi sensi a sfondo sessuale includono il verso I’ll bring over my Fender, and I’ll play all night for you che Robertson punteggia con ostinati da chitarra solista. Per Steve Millward la canzone ha caratteri "di leggera satira" nei confronti di uno sfortunato sempliciotto di campagna che non riesce a tenere a bada la propria ragazza.
L'oggetto dei desideri del cantante potrebbe trattarsi di una donna di colore. Il biografo della Band Craig Harris osserva infatti che, nonostante il nome Jemima abbia origine dal libro biblico di Giobbe, si sia largamente diffuso tra le comunità di afroamericani verso la fine del XIX secolo.
Nella canzone, la formazione strumentale della band è inusuale: il ruolo vocale e l'esecuzione dei cordofoni spettano ad Helm, mentre Manuel e Garth Hudson suonano rispettivamente la batteria e il pianoforte. Diversi esperti del settore si sono soffermati sull'esecuzione alla batteria di Manuel, definita "magnificamente instabile" e "così sgraziata da affascinare". Barney Hoskyns descrive la performance di Garth Hudson al pianoforte simile allo stile dei juke joint, come in Rag Mama Rag. Simon Leng, biografo di George Harrison, era dell'opinione che Robertson avesse assimilato alla chitarra lo stile del chitarrista dei Beatles.

## Accoglienza
Aaron giudica Jemima Surrender come una delle migliori canzoni del gruppo.  Ci ritrova un "ricorrente e balbuziente riff" che diventa irresistibile e la parte in stile burlesque appare arguta. Secondo il critico musicale Nick DeRiso, il brano sembra possedere un certo tipo di euforia primitiva ma affascinante che però  "non le avrebbe permesso di vincere alcun premio, a causa dell'opinione pubblica. Il pezzo però non poteva essere più divertente".  DeRiso afferma inoltre che "Helm non potrebbe essere stato più bonariamente lascivo ed i suoi sentimenti sono semplicemente contagiosi". Anche Colin Larkin elegiò l'intenso impatto vocale di Helm.  Pete Prown e Harvey P. Newquist spesero buone parole per l'esecuzione con la chitarra di Robertson che possiede "una tenace esecuzione ritmica di accordi che lo avvicinano agli assoli di Eric Clapton".
Una versione di Jemima Surrender appare nella compilation A Musical History.  Nonostante non ci siano registrazioni dal vivo ufficialmente incise, la canzone veniva abitualmente eseguita dalla Band nel corso dei concerti negli anni '70.

## Formazione
- Levon Helm – voce, chitarra ritmica
- Richard Manuel – batteria, voce di accompagnamento
- Rick Danko – basso elettrico, voce di accompagnamento
- Garth Hudson – pianoforte, sassofono baritono
- Robbie Robertson – chitarra elettrica

con:
- John Simon – tuba